# Dolní Staňkov
Dolní Staňkov (též Staňkovy) je vesnice, část města Sušice v okrese Klatovy v Plzeňském kraji. Nachází se asi tři kilometry západně od Sušice. Dolní Staňkov je také název katastrálního území o rozloze 6,29 km². V katastrálním území Dolní Staňkov leží i Páteček, Stráž a Volšovy.

## Historie
První písemná zmínka o vesnici pochází z roku 1045.

## Obyvatelstvo
| Rok            | 1869 | 1880 | 1890 | 1900 | 1910 | 1921 | 1930 | 1950 | 1961 | 1970 | 1980 | 1991 | 2001 | 2011 | 2021 |
| -------------- | ---- | ---- | ---- | ---- | ---- | ---- | ---- | ---- | ---- | ---- | ---- | ---- | ---- | ---- | ---- |
| Počet obyvatel | 70   | 70   | 71   | 72   | 88   | 84   | 93   | 99   | 56   | 71   | 51   | 38   | 20   | 30   | 22   |
| Počet domů     | 10   | 10   | 10   | 9    | 9    | 10   | 11   | 10   | 10   | 14   | 14   | 14   | 10   | 17   | 17   |

## Obecní správa
Při sčítání lidu v letech 1850–1920 Dolní Staňkov byl osadou obce Maršovice v okrese Sušice. V letech 1921–1949 byl samostatnou obcí v okrese Sušice. V letech 1950–1959 byl osadou obce Volšovy v okrese Sušice. Od roku 1960 je částí města Sušice v okrese Klatovy. V letech 1921–1949 k obci patřily Františkova Ves, Posobice, Stráž, Volšovy a Žikov.

## Pamětihodnosti
- Usedlosti čp. 7 a 8
- Kaplička